# سیانات

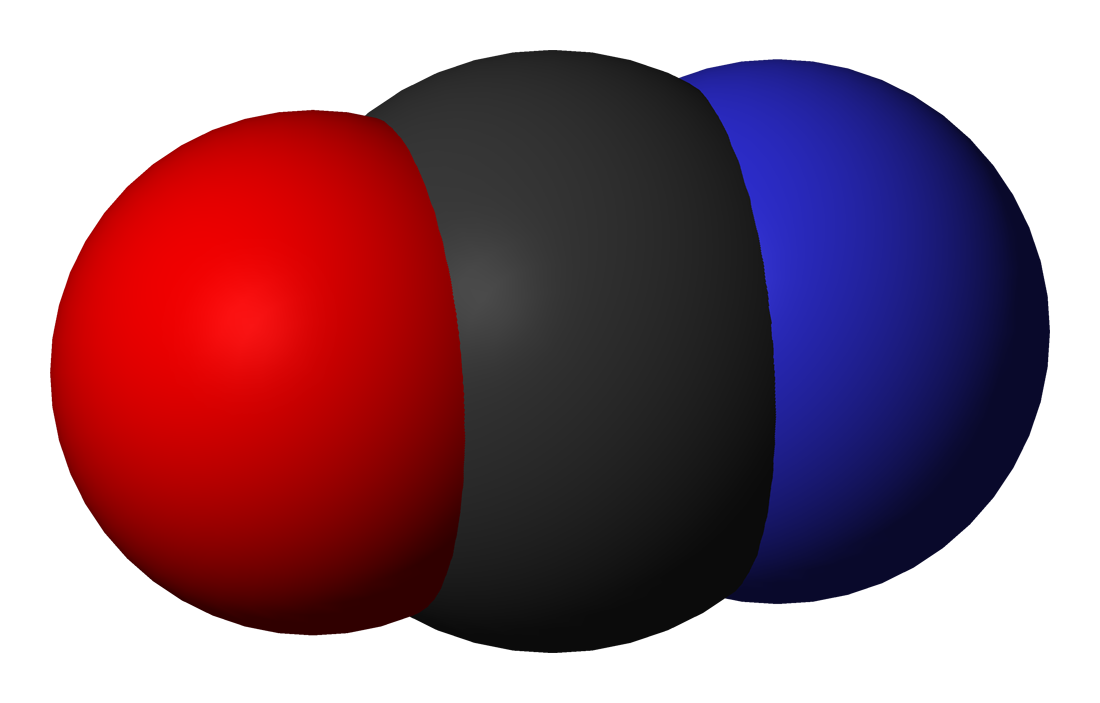
مدل فضاپرکن از آنیون سیانات.

سیانات(به انگلیسی: Cyanate) یک آنیون با فرمول شیمیایی [OCN]− یا [NCO]− است که در محیط آبی به عنوان یک باز عمل کرده و تولید ایزوسیانیک اسید می‌کند.